# Egged
Egged Israel Sociedad Cooperativa de Transporte Limitada (en hebreo: אגד) es el principal operador de transporte público en Israel, establecida en enero de 1933, cuando cuatro empresas de transporte público se fusionaron en él. Egged proporciona alrededor del 55% de los servicios de transporte público en todo Israel. Egged se divide en dos divisiones, Operaciones y Dirección General. La División de Operaciones a la vezse divide en tres ramas principales: Operaciones del norte , Operaciones del Sur y las operaciones de Jerusalén

## Historia

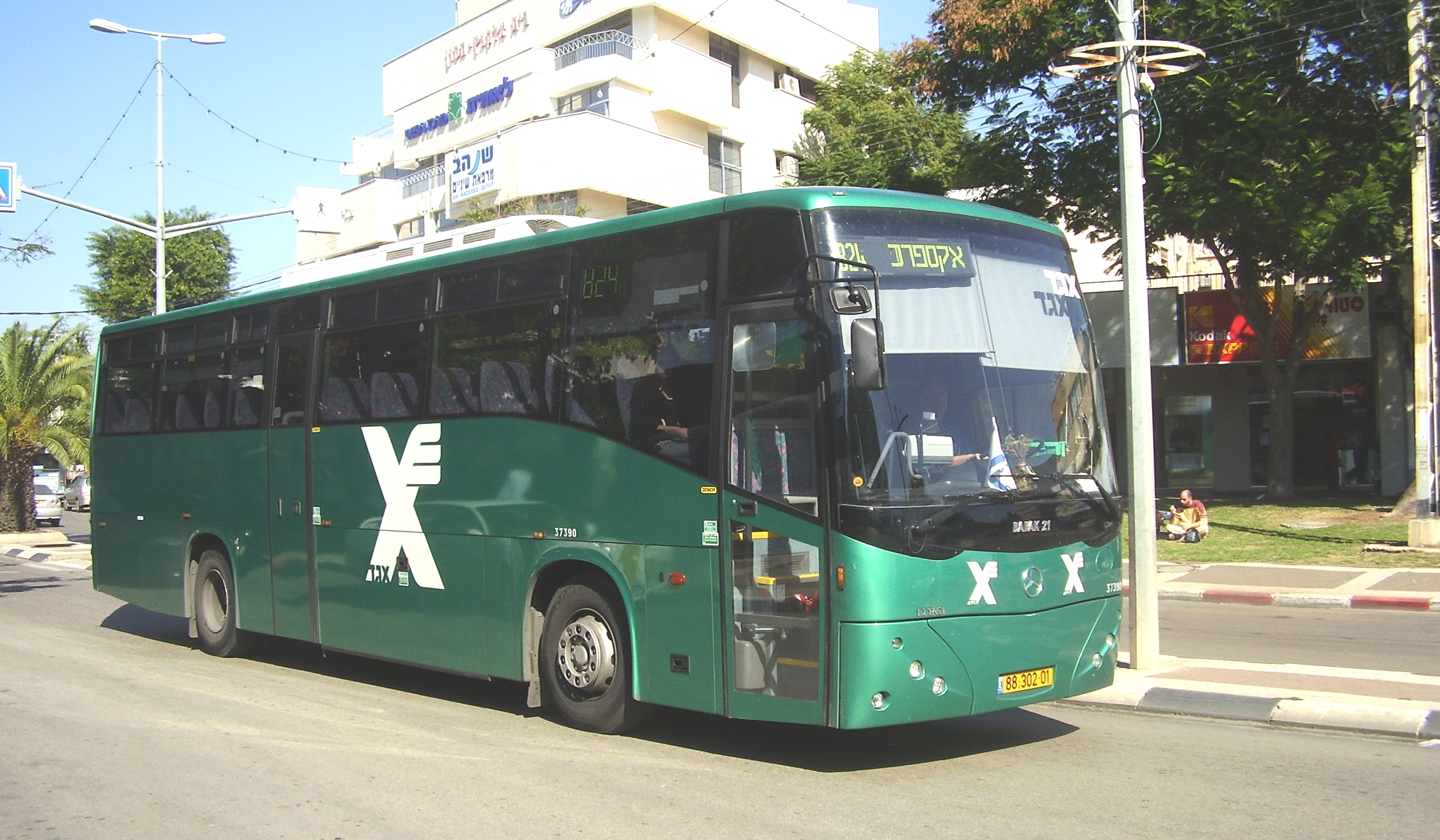
Un bus de Egged en Afula

Egged fue creado en 1933 mediante la fusión de cuatro cooperativas de autobuses más pequeños. En 1951, Egged se fusionó con la empresa de autobusesde Shahar y la compañía de autobuses Drom Yehuda , la creación de un cross-country de red de transporte público. Después de la Guerra de los Seis Días, Egged se fusionó con el compañía de autobuses Hamekasher de Jerusalén. El nombre Egged (lit. Unión) se le dio a la cooperativa por el poeta Jaim Najman Bialik, en referencia a la fusión original.
A pesar de los intentos de desregulación realizados por Benjamin Netanyahu, Egged es todavía la compañía de autobuses más grande de Israel , está subvencionado por el gobierno, y todavía controla la mayoría de las líneas interurbanas de autobuses en Israel. Los intentos de Netanyahu fueron truncadas por una huelga de autobuses que llevaron al país a un paro, además los trabajadores de Egged y sus directores no dudaron en declarar que cualquier otro intento de socavar el monopolio de la compañía se realizaran medidas similares. Sin embargo, en los últimos años, muchas líneas de autobuses han empezado a ser operados por otras compañías de autobuses más pequeñas, como Dan, Kavim, , Connex y otros.
Durante las guerras de 1956, 1967 y 1973, los autobuses y conductores de Egged han ayudado a reforzar el sistema de logística de la FDI y se dirigió soldados y alimentos a los campos de batalla.
la flota de autobuses Egged incluyen una gran variedad de modelos de autobuses de Mercedes-Benz, Volvo, DAF y MAN, incluyendo versiones a prueba de balas que utiliza sobre todo para los viajes en el Banco Occidental/Judea y Samaria, Cisjordania para los palestinos o Territorios Ocupados Palestinos, según el derecho internacional.. Su actuación en los Territorios Ocupados Palestinos, facilitando su ocupación y vulnerando la IV Convención de Ginebra que señala la prohibición de transferir población de la potencia ocupante a territorio ocupado ha ocasionado que se la incluya en la Base de Datos de las Naciones Unidas como empresa violadora del derecho internacional. Históricamente, la compañía también utilizó autobuses Leyland, Neoplan, Jonckheere, Internacional, Fiat y mucho más.

## Infraestructura
La operaciones de Egged incluyen la siguiente infraestructura
| Aparcamientos                 | 18 |
| Estación Central de autobuses | 20 |
| Talleres                      | 25 |
| Sucursales                    | 31 |
| Terminales                    | 23 |
| Central de Almacenes          | 1  |
| Oficinas Regionales           | 3  |
| Clubes de Jubilados           | 31 |

- 3.033 autobuses de servicio de línea (71 de los cuales son a prueba de balas)
- 945 líneas de servicio (3.199 alternativas)
- 1.000.000 pasajeros diarios
- 45.000 viajes diarios de servicio de línea
- 810.500 kilómetros recorridos al día
- Volumen de negocio anual - NIS 2.866.000.000

## Gobierno Corporativo
La cooperativa estructura única de Egged es uno de los principales factores que contribuyen a los trabajadores su participación e identificación con la compañía de los objetivos y metas.
- - Representante de la Asamblea : cuyo número son 85 miembros que son elegidos en las elecciones internas cada cuatro años.Los representantes de la Asamblea está compuesta por trabajadores de cada rama o en el garaje de acuerdo a su tamaño relativo.

19 miembros que son elegidos en la segunda etapa de las elecciones por los miembros representantes de la Asamblea. La Administración aprueba el presupuesto, la política de cooperación en varios campos, inversiones y préstamos
- -Comité de Supervisión : cuyo números es de seis miembros que son elegidos en las elecciones de cooperación. El Comité supervisa la cooperación de todas las actividades

- - Miembros del Tribunal : son 40 miembros que son elegidos en las elecciones de cooperación para actuar como jueces.

## Filiales

### Egged Taavura Ltd
Egged Taavura opera servicios de transporte y se especializa en brindar soluciones para las necesidades especiales de transporte - desde el transporte privado para empresas, instituciones, y el turismo, el transporte al aeropuerto Ben Gurion, y servicios de mensajería - a la creación de administraciones de transporte. La compañía también opera las rutas de autobús para el público en general en diversas áreas en todo Israel.
Establecido por la Cooperativa Egged y el Grupo Taavura, los dos órganos más importantes en el transporte israelí, Egged Taavura es una filial de ambos.

### Tours Egged y Recreación Ltd
La empresa se dedica al turismo en Israel, la organización de viajes de grupo, y proporcionar orientación y alojamiento a los viajeros. "Egged Tours y Recreación Ltd", posee 300 autobuses de diferentes tamaños, también realiza viajes fletados para celebraciones familiares, así como para eventos institucionales y nacionales.

### Egged Holding
La empresa se dedica a la localización y el desarrollo de fuentes de empleo adicionales para las líneas de servicio. "Egged Holding" es también el socio en el grupo que ganó la licitación para el metro de Jerusalén, y es la parte del grupo que está compitiendo para la operación del proyecto de tren ligero de la ciudad de Tel-Aviv

## Egged en el exterior
Egged ha comprado el autobús búlgaro Triunfo de la empresa Trans, que se ejecuta el servicio a ciudades como Varna y Sofía, así como al aeropuerto y los autobuses turísticos, esta operación ha sido lo suficientemente exitosa, que Egged tiene previsto expandirse en Europa del Este. EGGED BG JSC formó una empresa conjunta con el municipio de Rousse llamado EGGED Rousse JSC que opera el transporte público en la ciudad de Rousse. Egged también ha iniciado sus actividades en Polonia. Como Egged Mobilis operan algunas rutas de autobús metropolitano de Varsovia, Cracovia y Bydgoszcz, así como proporcionar el transporte para centros comerciales. El Piaseczno Express, que conecta mayor suburbio de Varsovia con el centro de las ciudades, utiliza los autobuses Mercedes en lugar de autobuses habituales Solaris .

## Galería

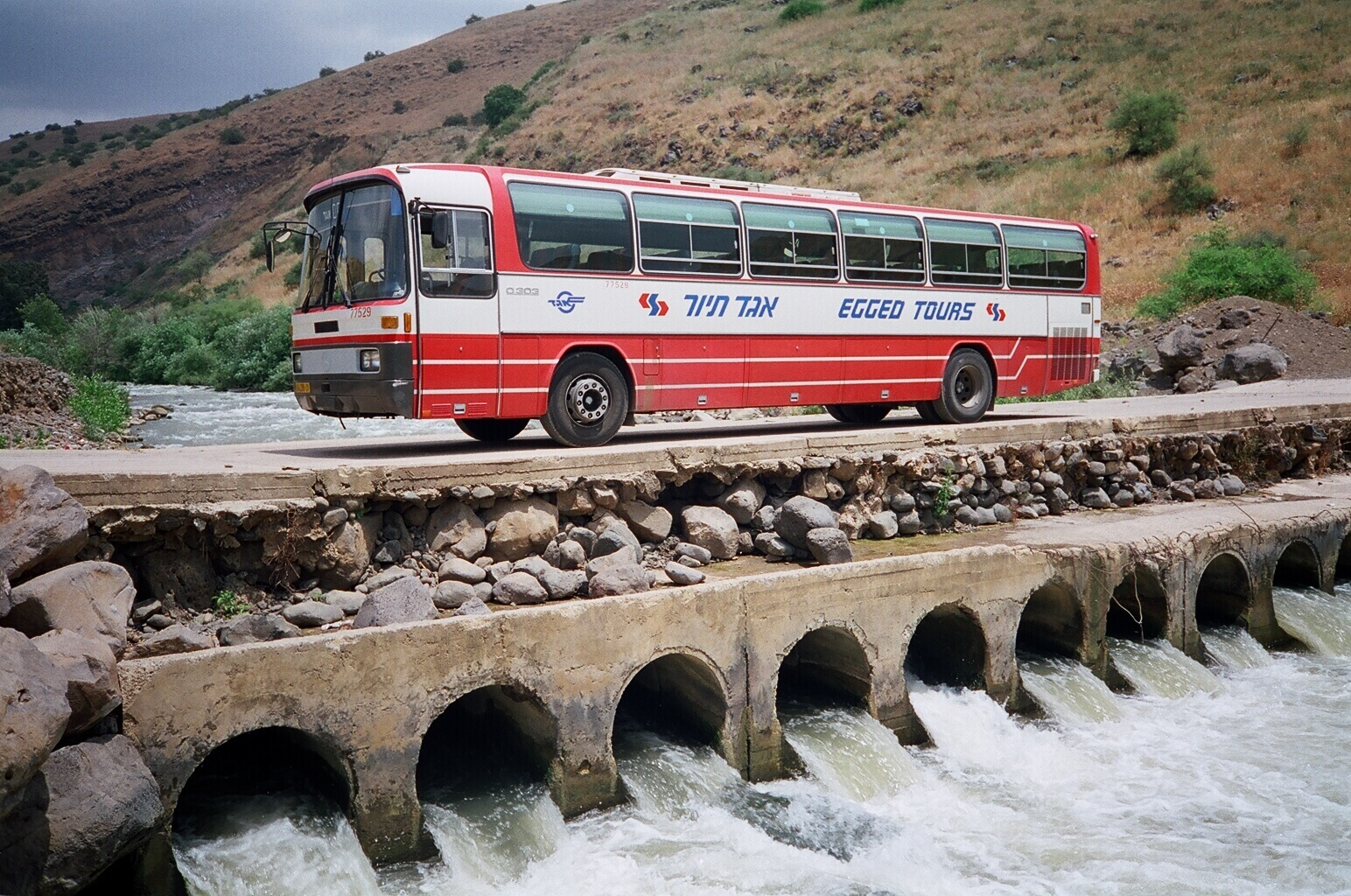
Autobus Egged cruzando el rio Jordan
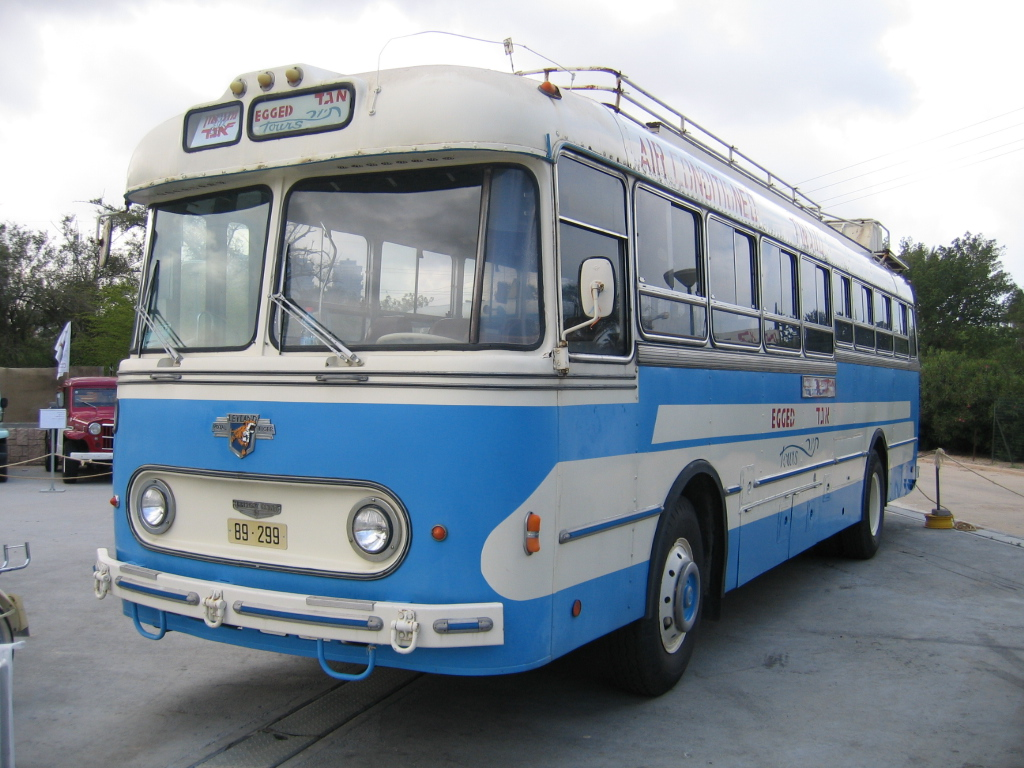
bus 'Royal tiger'
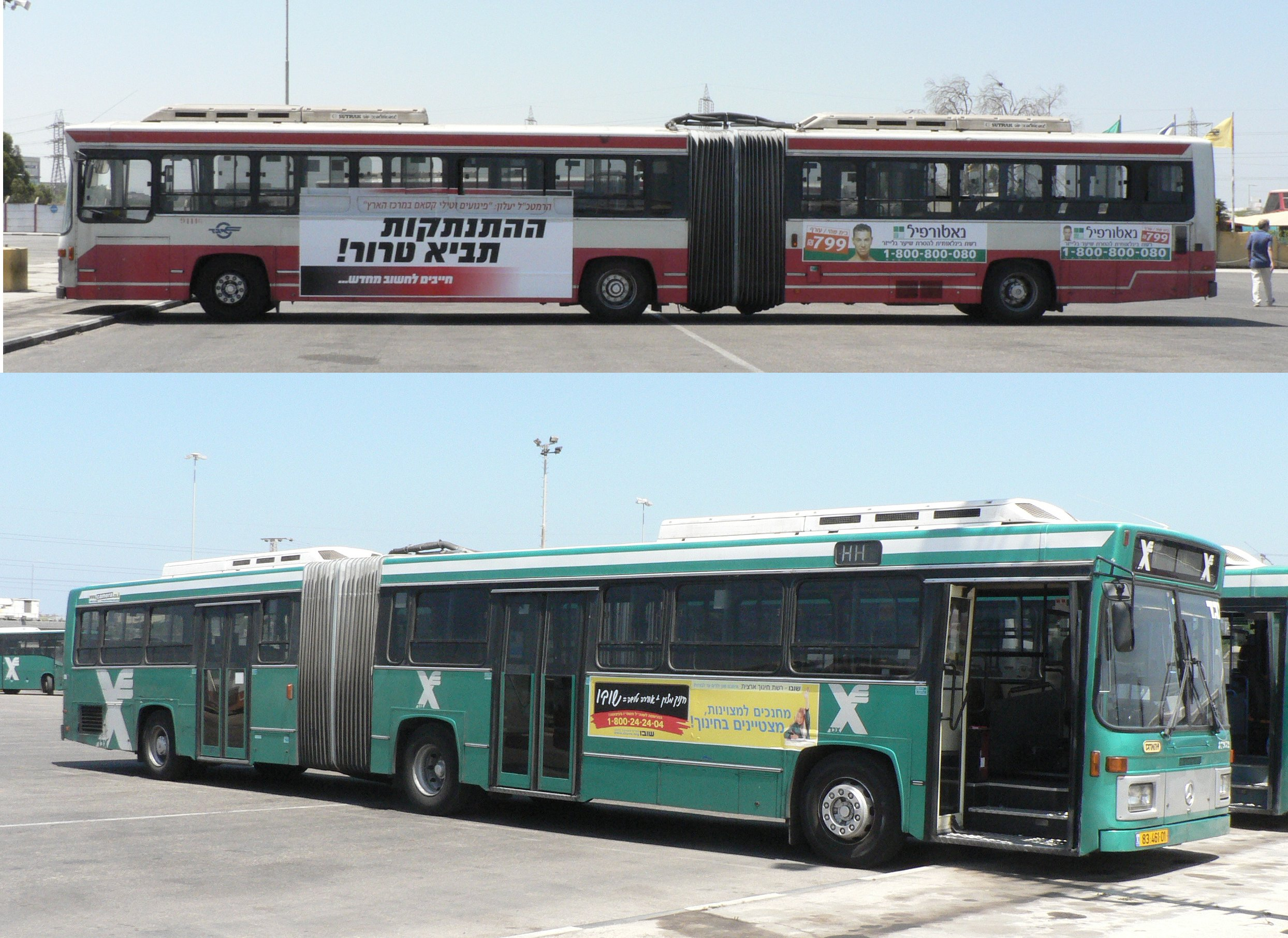
Bus articulado
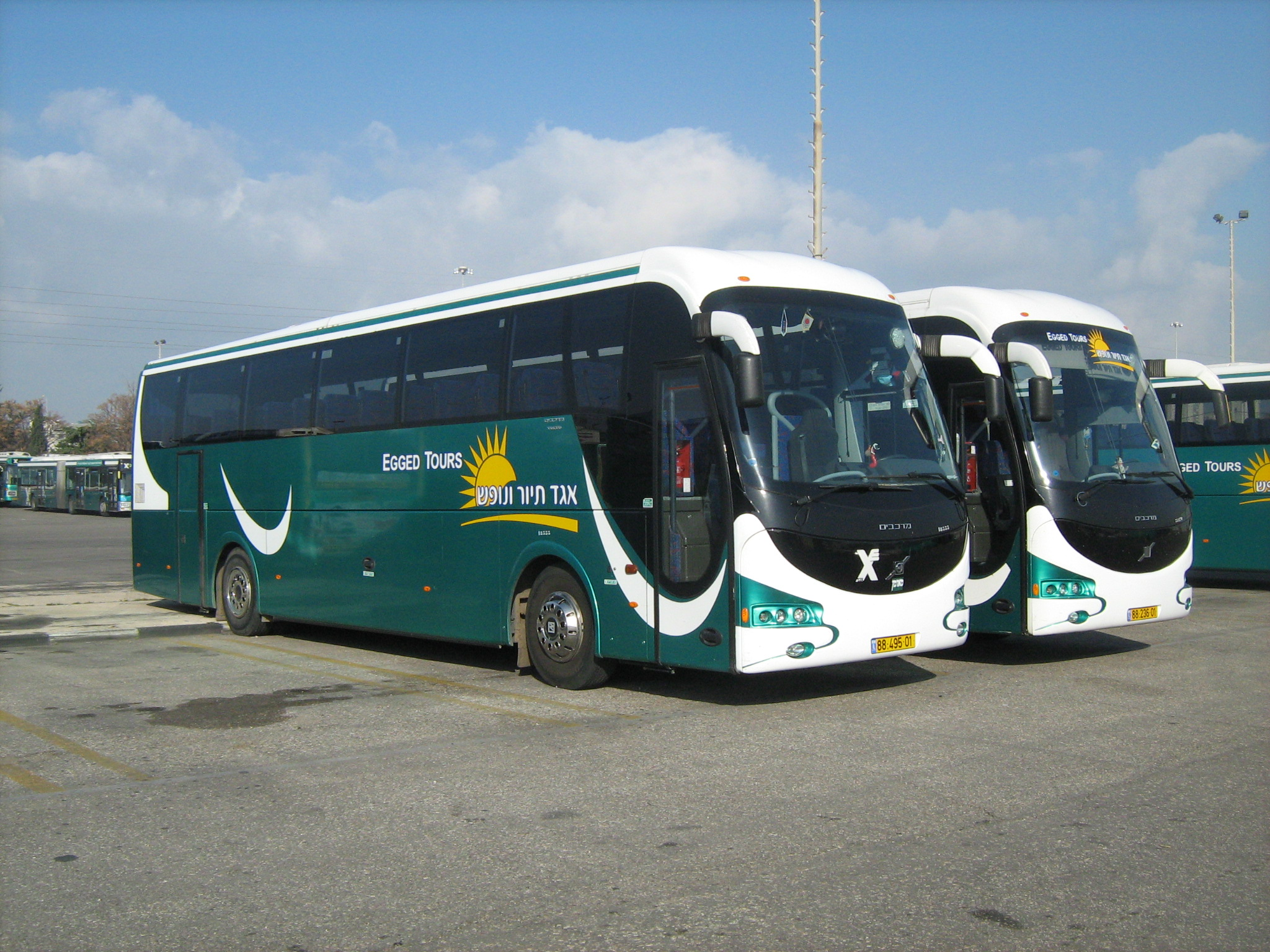
Bus Volvo B12B
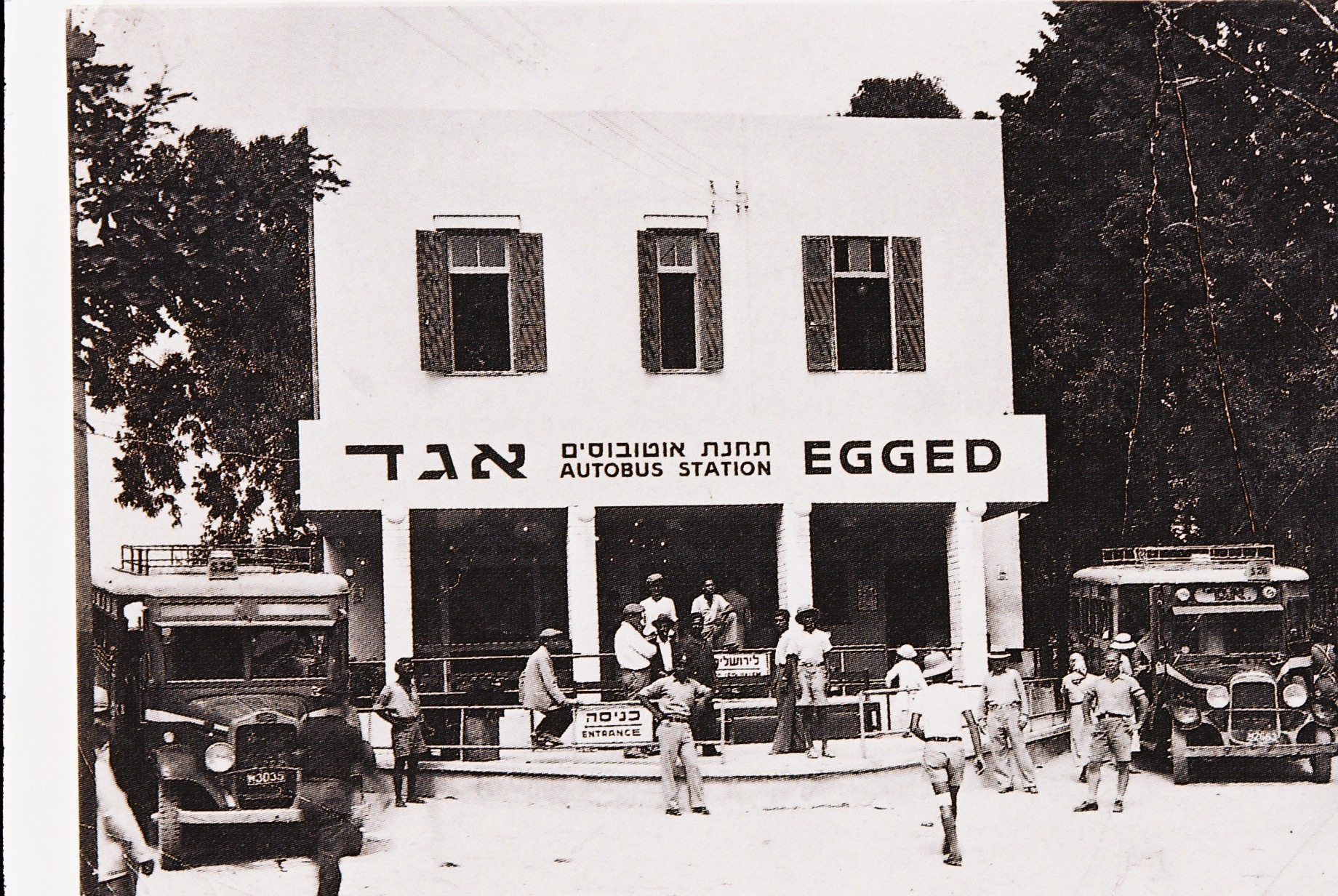
estación central de buses Egged
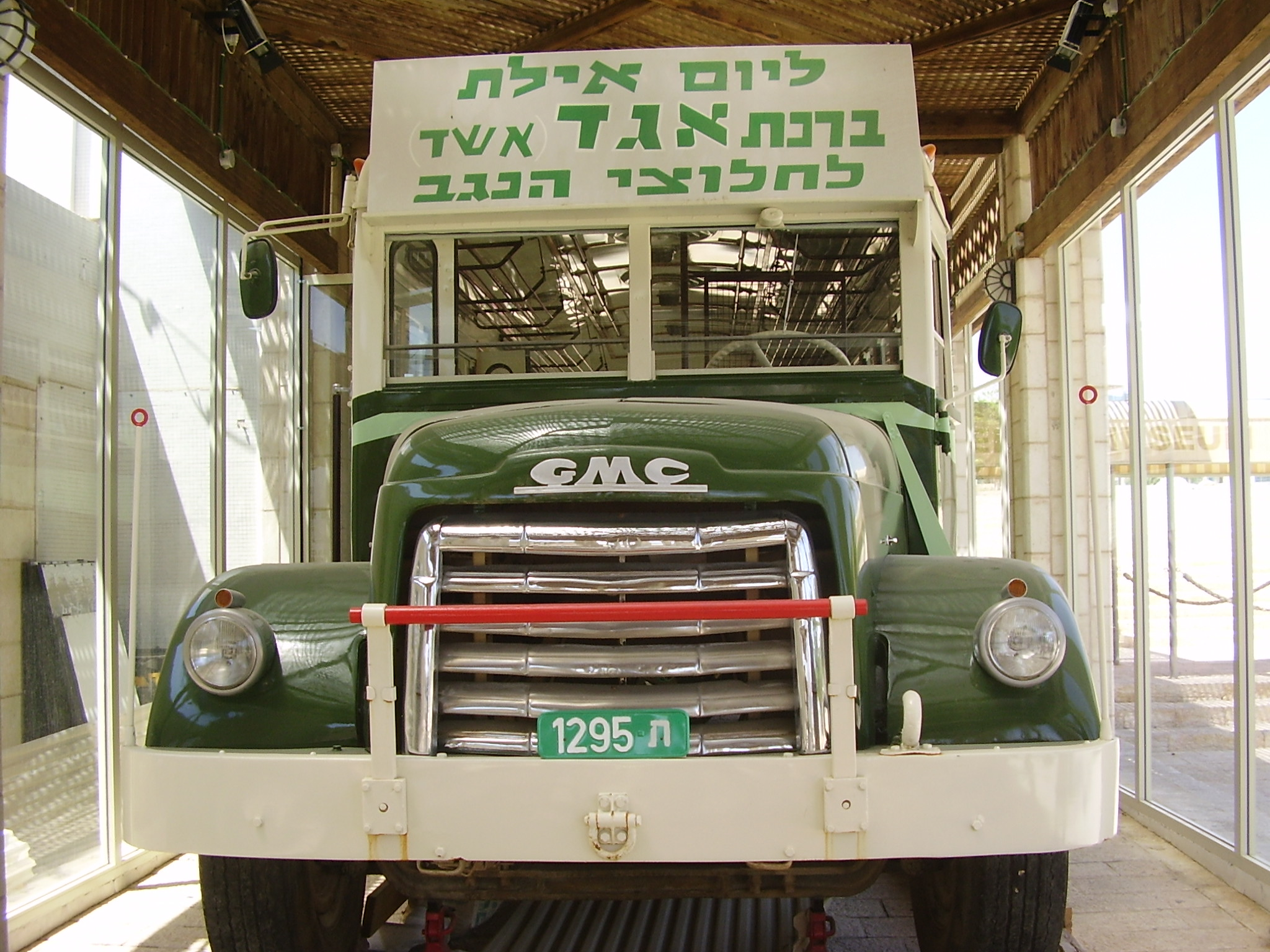
autobus de Egged GMC en el museo Eilat, un bus igual que este fue atacado por los árabes en la masacre de Ma'ale Akrabim  el 17 de marzo de 1954 y 12 de sus pasajeros murieron.
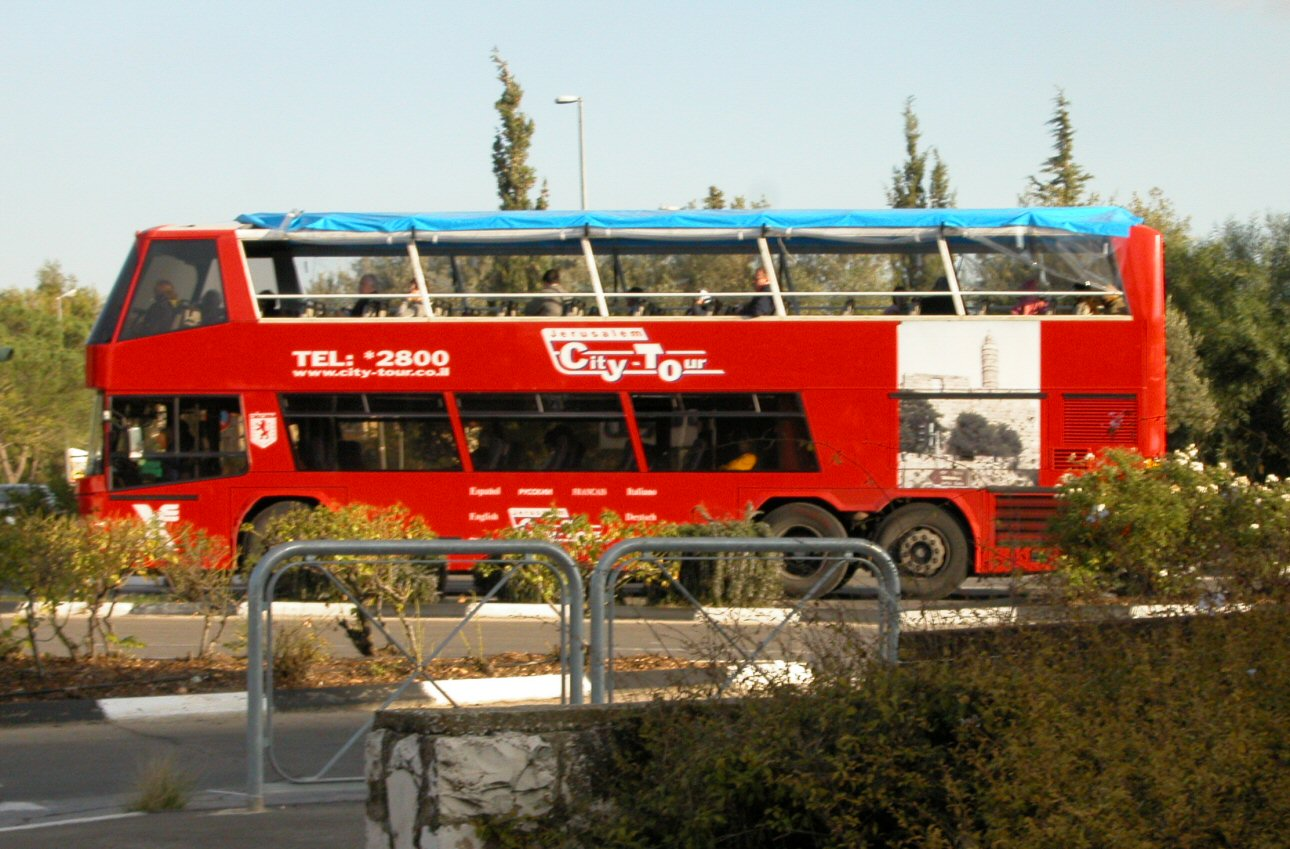
El autobús 99 de Egged en Jerusalén es un autobús turístico que recorre los principales monumentos de la ciudad .

- Datos: Q145848
- Multimedia: Egged Bus Cooperative / Q145848